# Lisa Murkowská
Lisa Murkowská (Murkowski, * 22. května 1957 Ketchikan) je americká politička za Republikánskou stranu. Od roku 2002 je senátorkou Senátu Spojených států amerických za Aljašku. Předtím byla v letech 1999–2002 za poslankyní Sněmovny reprezentantů Aljašky.
V Senátu se řadí k nejumírněnějším republikánům svolným hlasovat s demokraty, proto má její hlas potenciál patřit mezi rozhodující. Hlasovala například v roce 2017 proti omezení Obamacare a v roce 2018 neúspěšně proti potvrzení Bretta Kavanaugha do Nejvyššího soudu. V roce 2020 při potvrzování Amy Coneyové Barrettové sice nejprve se Susan Collinsovou hlasovala proti zkrácení slyšení, ale při konečném hlasování její potvrzení podpořila.
Pochází z politické rodiny, neboť senátorem za Aljašku už byl její otec Frank Murkowski. Když byl v roce 2002 zvolen guvernérem Aljašky a musel rezignovat na senátorský mandát, za svou nástupkyni jmenoval právě svou dceru Lisu, což bylo kritizováno coby nepotismus. Lisa Murkovská přitom v době jmenování čerstvě obhájila svůj mandát poslankyně a měla se stát předsedkyní republikánské většiny v aljašské sněmovně reprezentantů.
V roce 2004 musela funkci obhajovat a těsně porazila bývalého demokratického guvernéra Tonyho Knowlese.
Pro obhajobu v roce 2010 se jí nepodařilo zvítězit v republikánských primárkách, ve kterých vyhrál Joe Miller podporovaný hnutím Tea Party. Přesto kandidovala i v samotných volbách a to jako kandidátka, kterou museli voliči na hlasovací lístek dopsat. Podařilo se jí zvítězit, byť volby musel řešit soud, neboť řada voličů napsala její jméno špatně a byl spor, zda takové hlasy uznávat.
V roce 2016 obhajovala již opět jako kandidátka za republikánskou stranu a opět porazila Joea Millera, který tentokrát kandidoval za Libertariánskou stranu.
Po útoku Trumpových příznivců na Kapitol byla první republikánskou senátorkou volající po Trumpově rezignaci.